# Anne-Élisabeth Bossé
Anne-Élisabeth Bossé (Quebec, 24 de julio de 1984) es una actriz canadiense. Su reconocimiento se basa en el personaje de Charlene en Série Noire (2014), dirigida por Jean-François Rivard, y en el de una chica que cuenta sus problemas en Los amores imaginarios, de Xavier Dolan.

## Filmografía
- 2014 : Félix et Meira : Caroline
- 2012 : Laurence Anyways : Mélanie
- 2011 : Le Sens de l'humour : Jenny de CKOH
- 2010 : Los amores imaginarios : Chica contando sus problemas

## Televisión
- 2016- : Les pays d'en haut, (serie TV),  Caroline Malterre.
- 2015 : 24/7 Patrice Lemieux, Isabelle Lauzon.
- 2014-2015 : Les pêcheurs, Anne-Élisabeth Bossé.
- 2014 : Ces gars-là, Sophie.
- 2014-2015 : Série noire, Charlène.
- 2013: Toute la vérité, Me Lauriane Bernier
- 2012 : Adam et Ève, Valérie.
- 2012 : Trauma, Joëlle Brisson.
- 2012 : Fée Éric, Martine Boyer.
- 2012 : Les Bobos, Claudie.
- 2011 : 30 vies, Karine Pagé.
- 2010-2011 : Nous avons les images, la actriz de origen.
- 2010 : Tranche de vie, Caissière.
- 2010 : Le Monde en Gros, Gaétan.
- 2010 : Vrak la Vie, Pierrette.
- 2010 : Pseudo Radio, Mujer de futuro.
- 2010-2015 : Toute la vérité, Me Lauriane Bernier.
- 2008-2015 : Les Appendices, Anne-Élisabeth.
- 2008 : Tout sur moi, Dependiente de limpiado.

## Web
- 2014 : Tout le monde frenche : Véronica.
- 2011 : Hors d'Ondes, Jézabelle.
- 2011 : Nouvelles-minute, Miss météo.
- 2011 : Addik.tv, actriz.
- 2010-2011 : MDR, actriz.

## Reconocimiento
- Premios Gémeaux por mejor trabajo en programa de humor (2014, por la serie Les Appendices)
- Génie por mejor actriz en papel de apoyo (2011, por Los amores imaginarios)
- l'Olivier por mejor actriz de interpretación (2013, por la serie Les Appendices)